# Redlica
Redlica [rɛˈdlit͡sa] (tiếng Đức: Marienthal) là một ngôi làng thuộc khu hành chính của Gmina Dobra, thuộc Hạt cảnh sát, West Pomeranian Voivodeship, ở phía tây bắc Ba Lan, gần biên giới Đức.
Nó nằm khoảng 5 kilômét (3 mi) phía đông nam Dobra, 13 km (8 mi) phía tây nam của Cảnh sát, và 12 km (7 mi) phía tây bắc của thủ đô khu vực Szczecin.
Làng có dân số 62 người.